# Phytophthora infestans

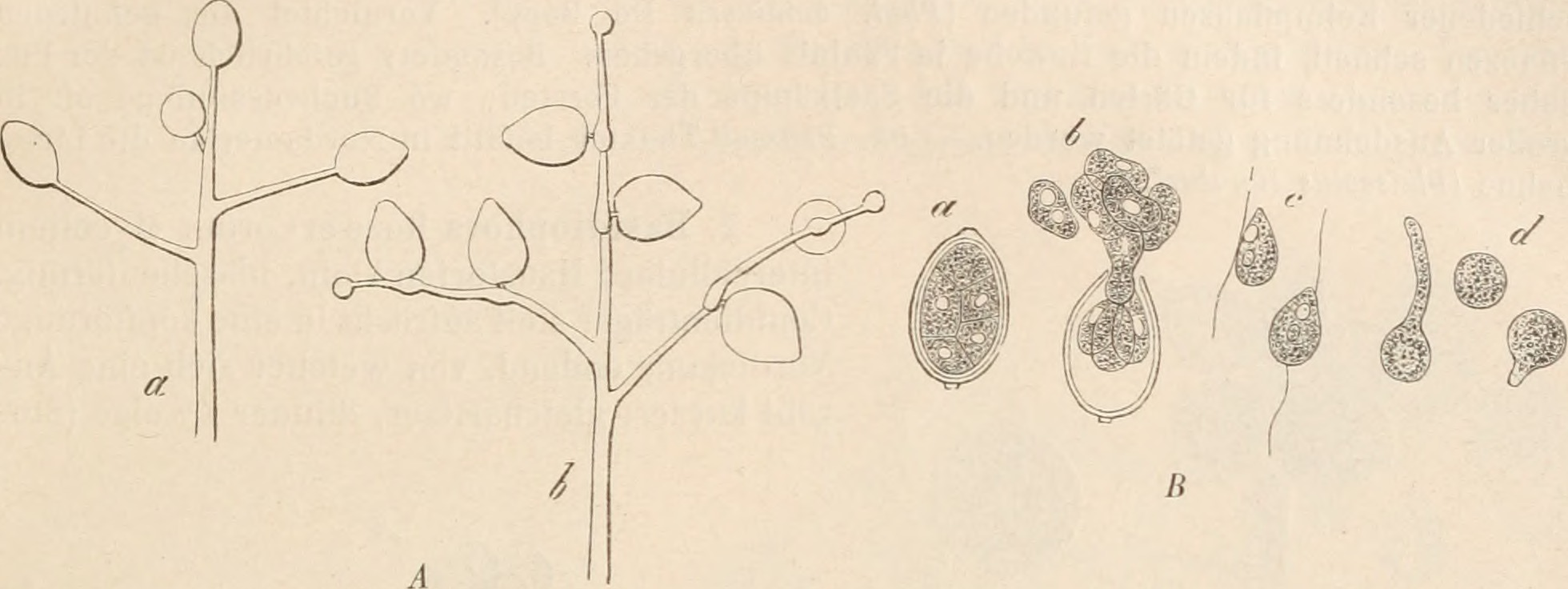
Zarodnie pływkowe i pływki

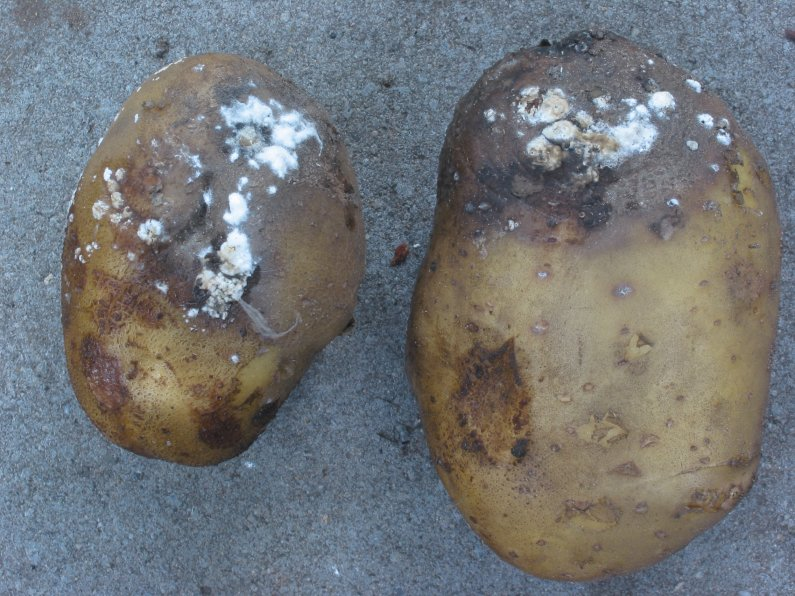
Bulwy ziemniaka porażone przez zarazę ziemniaka

Phytophthora infestans (Mont.) de Bary – gatunek organizmów należący do grzybopodobnych lęgniowców. U roślin uprawnych w Polsce wywołuje zarazę ziemniaka i zarazę ziemniaka na pomidorze, czasami, ale rzadko także u innych gatunków z rodziny psiankowatych. Pierwotnie występował w Andach, skąd rozprzestrzenił się na obszary upraw ziemniaków w Ameryce Północnej i Europie.

## Systematyka i nazewnictwo
Pozycja w klasyfikacji według Index Fungorum: Phytophthora, Peronosporaceae, Peronosporales, Peronosporidae, Peronosporea, Incertae sedis, Oomycota, Chromista.
Nazwa rodzajowa pochodzi od greckiego φυτόν- (phytón) oznaczającego roślinę oraz φθορά (phthorá) = zniszczenie, śmierć (z powodu zarazy).
Po raz pierwszy takson ten zdiagnozował w 1845 r. Camille Montagne mu nazwę Botrytis infestans. Obecną, uznaną przez Index Fungorum nazwę nadał mu w 1876 r. Anton de Bary, przenosząc go do rodzaju Phytophthora. Najbliżej spokrewnione gatunki to Phytophthora andina i Phytophthora betacei.
Synonimy:
- Botrytis infestans Mont. 1845
- Peronospora infestans (Mont.) de Bary 1863
- Peronospora infestans (Mont.) Casp. 1854
- Phytophthora infestans (Mont.) de Bary 1876 var. infestans[5].

## Rozwój
Patogen zimuje w postaci strzępek grzybni w bulwach i tkankach obumarłych części roślin pozostałych na polu po wykopkach ziemniaków, oraz w postaci oospor w bulwach. Wiosną na strzępkach i oosporach wyrastają sporangiofory wytwarzające w wyniku konidiogenezy zarodniki zwane sporangiosporami. Dokonują one infekcji pierwotnej, wykazując przy tym ogromną skuteczność: jedno źródło infekcji może wywołać epidemię zarazy ziemniaka na powierzchni około 100 ha, a nawet większej. Rozprzestrzeniane są przez wiatr, nawet na odległość 60 km. Przeniesione na młode rośliny ziemniaka zarodniki w obecności wody kiełkują i przekształcają się w zarodnie pływkowe. W każdej z nich powstaje 6-16 pływek (zarodników pływkowych) wyposażonych w dwie wici. Rozprzestrzeniają się głównie za pomocą wody. Wkrótce odpadają im wici, tworzy się ściana komórkowa i z pływek wyrastają strzępki przerastające tkanki żywiciela (ziemniaka). Zarówno sporangiospory, jak i strzępki wyrastające z pływek wrastają do wnętrza żywiciela przez aparaty szparkowe, przetchlinki lub rany w nadziemnych częściach pędu, lub wystających nad powierzchnię ziemi bulwach, ale mogą także pokonać zdrowe tkanki przerastając przez chroniącą je kutykulę i epidermę. Rozwój patogenu najszybciej odbywa się przy temperaturze 21 °C, ale może odbywać się w zakresie temperatur od 10 do 29 °C. Jego strzępki rozrastają się zarówno w nadziemnym pędzie ziemniaka, jak i pod ziemią, w bulwach.

## Morfologia
Sporangiofory wyraźnie różniące się od strzępek. Są rozgałęzione sympodialnie i nabrzmiałe u podstawy każdego odgałęzienia. Zarodnie pływkowe powstają obficie, zarówno w organizmie żywiciela, jak i w glebie. Są elipsoidalne lub jajowate, mają rozmiar 29 × 19 (maks. 59 × 31) μm i wyrastają na odpadającej wkrótce szypułce o długości do 3 μm. Lęgnie powstają rzadko. Mają średnicę 38–50 μm i zwężają się ku podstawie. Plemnie cylindryczne, wydłużone, o rozmiarach 17 (–22) × 16 μm. Oospory o średnicy 30 μm i ściankach grubości 3–4 μm.
W hodowli na sztucznych pożywkach grzybnia jest puszysta i rośnie powoli. Optymalna temperatura wzrostu 20 °C, minimalna 4 °C, maksymalna 26 °C.

## Znaczenie historyczne
Organizm Phytophthora infestans był główną przyczyną klęski głodu, która nawiedziła Irlandię w latach 1845–1849, znanej jako Wielki Głód. Epidemia zarazy ziemniaka pociągnęła za sobą półtora miliona ofiar śmiertelnych, doprowadziła również do nasilonej emigracji, w wyniku czego populacja Irlandii zmalała z 8,2 mln w 1841 roku do 4,4 mln w 1911 roku.